# نوفيال
النوفيال (Novial) لغة اصطناعية ولغة مساعدة دولية، صنعها عالم لغويات دنماركي اسمه أوتو جسبرسن سنة 1928 كي تكون لغة تعارف وتواصل دولي دون أن يضطر أحد إلى تغيير لغته الأم. كان جسبرسن متحدثا إسبرانتونيا، وساعد في صناعة لغة إدو. اندثرت حركة إدو ببدء الحرب العالمية الأولى، وآمن جسبرسن بأن مشاكل اللغة سببت الحرب. ولذلك صنع لغته نوفيال. لكن لغة نوفيال خمدت بوفاة جسبرسن عام 1943، وبقيت كذلك حتى أعيد اكتشافها وبُعثت من جديد في تسعينات القرن العشرين في ظل الاهتمام باللغات الصناعية في عصر الإنترنت.
مفردات لغة نوفيال مبنية بشكل كبير على اللغات الجرمانية والرومنسية، وقواعدها متأثرة بالإنجليزية.